# مجدلانية
الثقافات المجدلية أو المجدلانية (أيضًا مادليانية ؛ الفرنسية : Magdalénien ) هي ثقافات أواخر العصر الحجري القديم الأعلى والعصر الحجري المتوسط في أوروبا الغربية. يعود تاريخها إلى حوالي 17000 إلى 12000 سنة مضت.(1)[هل التاريخ مضبوط؟]  تمت تسميته على اسم موقع لا مادلين، وهو ملجأ صخري يقع في وادي فيزير، بلدية تورساك، في مقاطعة دوردوني بفرنسا.
أطلق إدوارد لارتيت وهنري كريستي ‏ في الأصل على فترة L'âge du renne (عصر الرنة). أجريا أول حفريات منهجية من نوع الموقع، ونشرا في عام 1875. ترتبط الحقبة المجدلية بصيادي الرنة، على الرغم من أن المواقع المجدلية تحتوي على أدلة كثيرة على صيد الغزلان الحمراء والخيول والثدييات الكبيرة الأخرى الموجودة في أوروبا في نهاية العصر الجليدي الأخير. كانت الثقافة منتشرة جغرافياً، وفي وقت لاحق امتدت المواقع المجدلية من البرتغال في الغرب إلى بولندا في الشرق، وإلى أقصى الشمال مثل فرنسا وجزر القنال وإنجلترا وويلز. إنها الحقبة الثالثة من نظام التسلسل الزمني للكهوف لغابرييل دي مورتيل، والتي تقابل تقريبًا أواخر العصر الجليدي. إلى جانب لا مادلين، فإن المحطات الرئيسية للعصر هي Les Eyzies و Laugerie-Basse و Gorges d'Enfer في دوردونيي ؛ مغارة دو بلاكار في شارينت وغيرها في جنوب غرب فرنسا.

## بيولوجيا الفترة
تمثل الحقبة المجدلية العديد من المواقع التي تظهر محتوياتها تقدمًا في الفنون والثقافة. تميزت بمناخ بارد وجاف، واشترك البشر مع الرنة، وانقراض الماموث. ازداد استخدام العظام والعاج كأدوات، والذي بدأ في حقبة السوليوترية السابقة، مما جعل الفترة في الأساس فترة عظام. تتنوع أدوات العظام تمامًا: رؤوس الرمح، ورؤوس الحربة، والحفارات، والخطافات، والإبر.
يبدو أن الحيوانات في الحقبة المجدلية تضمنت النمور والأنواع الاستوائية الأخرى إلى جانب الرنة والثعالب الزرقاء والأرانب القطبية وغيرها من المخلوقات القطبية. يبدو إنسان المجدلية أنه كان قصير القامة، طويل الرأس، مع جبهة متراجعة ومنخفضة وأقواس حاجبية بارزة.

## التسلسل الزمني

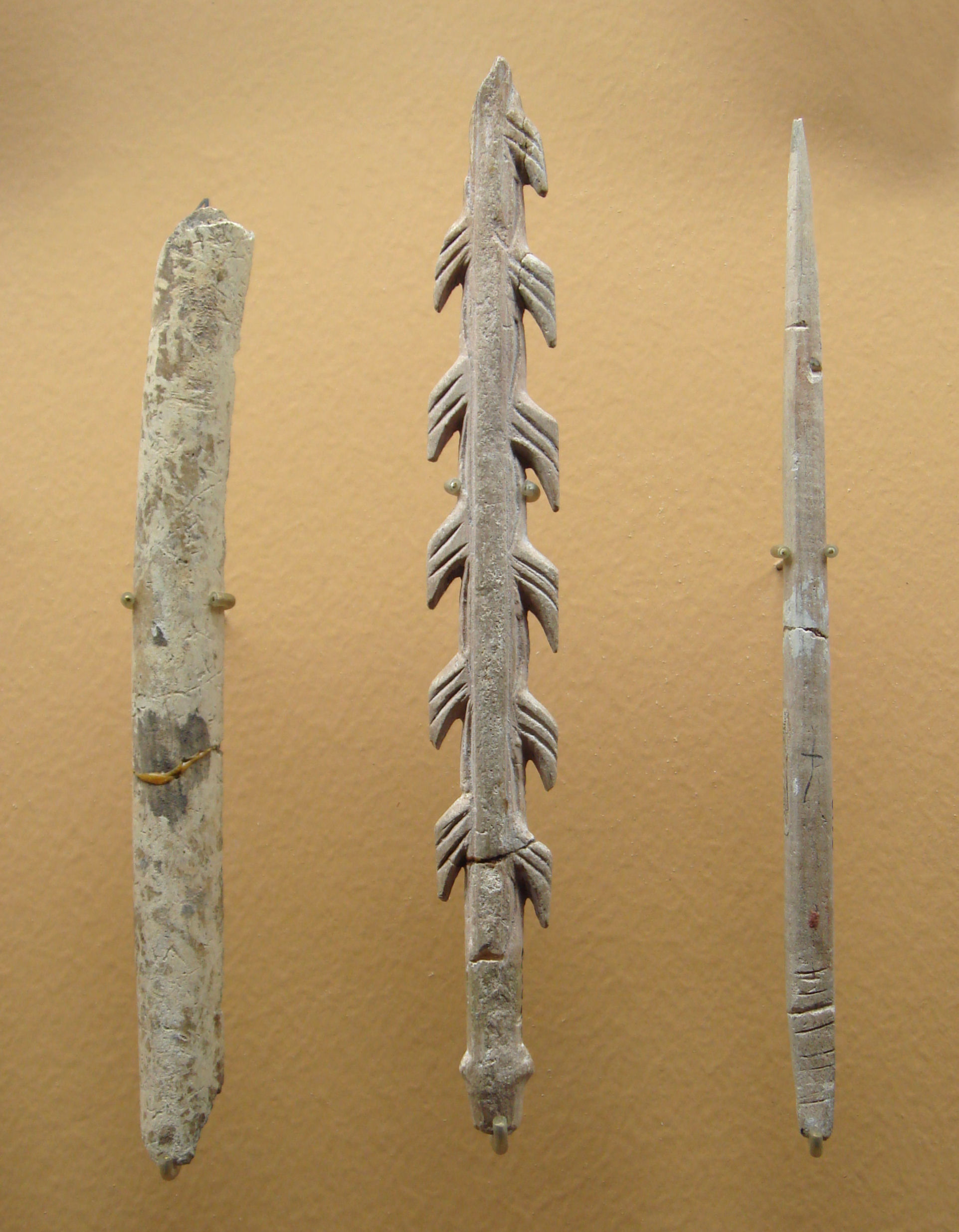
الأدوات والأسلحة المجدلية، 17000 – 9000 قبل الميلاد، عبري دي لا مادلين، تورساك، دوردوني، فرنسا

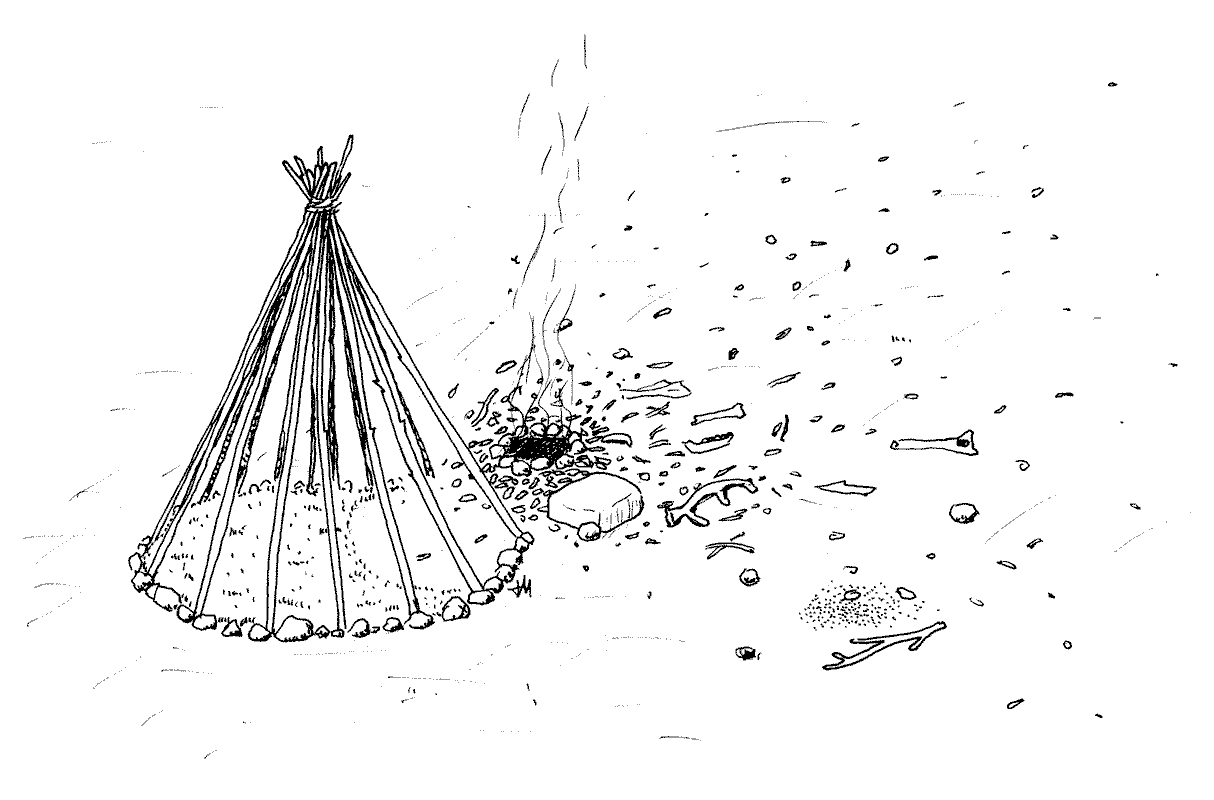
لم يسكن شعب مجدلي فقط في الكهوف، ولكن أيضًا في خيام مثل تلك الموجودة في Pincevent (فرنسا) التي يعود تاريخها إلى 12000 عام. ^{]}

تمتد الثقافة من حوالي 17000 إلى 12000 BP،[هل التاريخ مضبوط؟] قرب نهاية أحدث عصر جليدي. تتميز ثقافة الأدوات المجدلية بصناعات النصل المنتظمة التي يتم ضربها من النوى المسننة.
تنقسم الحقبة المجدلية إلى ست مراحل متفق عليها عمومًا على أن لها أهمية كرونولوجية (المجدلية من الأول إلى السادس، أنا الأقدم والسادس هو الأحدث). يتم التعرف على المراحل الأولى من خلال النسبة المتفاوتة للشفرات وأنواع محددة من الكاشطات، والمراحل الوسطى تتميز بظهور مكون ميكروليتي (خاصة الميكروليث المسنن المميز)، والمراحل اللاحقة من خلال وجود أحادي التسلسل (المرحلة) 5) والحراب ثنائية التسلسل (المرحلة 6) مصنوعة من العظام والقرن والعاج. 
يستمر الجدل حول طبيعة أقدم التجمعات المجدلية، ولا يزال من المشكوك فيه ما إذا كانت ثقافة Badegoulian هي المرحلة الأولى من ثقافة المجدلية. وبالمثل، فقد تم اقتراح اكتشافات من غابة Beauregard بالقرب من باريس على أنها تنتمي إلى أقدم عائلة مجدلية. تقع أقدم المواقع المجدلية في فرنسا. Epigravettian هي ثقافة مماثلة تظهر في نفس الوقت. يمتد نطاقها المعروف من جنوب شرق فرنسا إلى الشواطئ الغربية لنهر الفولجا في روسيا، مع وجود العديد من المواقع في إيطاليا.
تتزامن المراحل اللاحقة من الثقافة المجدلية مع إعادة التوطين البشري في شمال غرب أوروبا بعد العصر الجليدي الأخير الأقصى خلال أواخر العصر الجليدي الأقصى. بصفتهم صيادين جامعين، لم يستقر المجدلينيون بشكل دائم في شمال غرب أوروبا، وبدلاً من ذلك اتبعوا القطعان والمواسم.
بحلول نهاية الحقبة المجدلية، تُظهر التكنولوجيا الحجرية اتجاهًا واضحًا نحو زيادة التحلل الدقيق. تحتوي الحراب والنقاط العظمية على أكثر العلامات الزمنية تميزًا ضمن التسلسل النمطي. بالإضافة إلى أدوات الصوان، فإن المجدليين معروفون بعظامهم المتقنة والقرن والعاج التي تخدم الأغراض الوظيفية والجمالية، بما في ذلك الهراوات المثقبة .
قد يتم الحصول على قذائف البحر والحفريات الموجودة في مواقع المجدلية إلى مناطق محددة نسبيًا وقد تم استخدامها لدعم فرضيات النطاقات الموسمية للصيد والجمع في المجدلية، وربما طرق التجارة.
في شمال إسبانيا وجنوب غرب فرنسا
محل ثقافة الأدوات هذه. في شمال أوروبا تبعه متغيرات من مجمع Tjongerian . وقد اقترح أن المواقع الجليدية المتأخرة الرئيسية في جنوب غرب بريطانيا قد تُنسب إلى الثقافة المجدلية، بما في ذلك كهف كينت.

## فن
تعرض العظام وقرون الرنة وأسنان الحيوانات صورًا خامًا منحوتة أو محفور عليها من الفقمة والأسماك والرنة والماموث وغيرها من المخلوقات.
أفضل الأعمال الفنية المجدلية هي عبارة عن ماموث محفور على جزء من عاجها الخاص.[محل شك] خنجر قرن الوعل، بمقبض على شكل حيوان الرنة ؛ قطع شست على قطعة مسطحة من دب الكهف؛ ختم على سن الدب. سمكة مرسومة على قرن الوعل الرنة. وصورة كاملة، أيضًا على قرن الوعل، تظهر خيولًا، وثعبانًا، وأشجارًا، وثعبانًا يعض ساق الرجل. الرجل عارٍ مما يوحي مع الأفعى بمناخ دافئ على الرغم من وجود الرنة.
في كهف توك دأوبيرت ‏، اكتشف تمثال طيني يبلغ قطره 18 بوصة لاثنين من البيسون المنحوتين في أعمق غرفة، تُعرف الآن باسم غرفة البيسون.
تشمل الأمثلة على الفن المجدلي المحمول الهراوات والتماثيل ونقاط المقذوف المحفورة بشكل معقد، بالإضافة إلى عناصر الزينة الشخصية بما في ذلك أصداف البحر وأسنان آكلة اللحوم المثقبة (من المفترض أن تكون قلادات) والحفريات.
تحتوي مواقع الكهوف مثل Lascaux على أفضل الأمثلة المعروفة لفن الكهوف المجدلي. تم اقتراح موقع Altamira في إسبانيا ، بأشكاله الواسعة والمتنوعة من الفن المجدلي المحمول، ليكون موقعًا تكتلًا تتجمع فيه مجموعات من الصيادين المجدليين.

## معاملة الموتى
غالبًا ما تظهر عظام الإنسان من المجدلية علامات قطع وكسر، بما يتفق مع أكل لحوم البشر مع كل من اللحم ونخاع العظام. نُظفت بعض الجماجم من الأنسجة الرخوة، ثم أُزيلت مناطق الوجه، مع إعادة لمس القحف العصبي المتبقي، ربما لجعل الحواف المكسورة أكثر انتظامًا. يشير هذا التلاعب إلى تشكيل الجماجم لإنتاج أكواب جماجم.

## علم الوراثة
أظهرت جينات سبعة مجدليين، مجموعة El Miron Cluster في أيبيريا، علاقة وثيقة مع السكان الذين عاشوا في شمال أوروبا قبل حوالي 20000 عام. اقترحت التحليلات أن 70-80 ٪ من أسلاف هؤلاء الأفراد كانوا من السكان الذين يمثلهم Goyet Q116-1، المرتبط بثقافة الأورينياسية لحوالي 35000 ق. م، من كهوف غوييت ‏ في بلجيكا الحديثة.
تضمنت العينات الثلاث لـ كروموسوم واي عينتين من مجموعة هابلوغروب I وعينة واحدة من HIJK . تنتمي جميع عينات mtDNA إلى U، بما في ذلك خمس عينات من U8b وعينة واحدة من U5b .

### الهوامش
- 1: التواريخ المعطاة تختلف إلى حد ما.[9][10]